# Série des Caraïbes
La Série des Caraïbes (Serie del caribe en espagnol) est une compétition de baseball mettant aux prises depuis 1949 les champions nationaux des ligues d'hiver des Caraïbes et des pays limitrophes, dont le Mexique, le Venezuela, Porto Rico et la République dominicaine. Les autres pays y participant à l'occasion sont Cuba, Panama, la Colombie, le Nicaragua et Curaçao.
C'est le tournoi de plus haut niveau pour les clubs d'Amérique latine. Chaque pays participant accueille le tournoi, habituellement joué en février, à tour de rôle. Créée en 1949, la compétition n'a pas lieu de 1961 à 1969, inclusivement. Après sa participation à l'épreuve en 1960, Cuba en a été absent jusqu'en 2014.
Les actuels champions sont les Leones del Escogido, club de République Dominicaine ayant triomphé des Charros de Jalisco, une équipe du Mexique, le 7 février 2025 à l'Estadio Nido de los Aguilas de Mexicali au Mexique.

## Histoire
La première édition se tient à La Havane en février 1949 et voit le triomphe (6 victoires pour aucune défaite) à domicile des Alacranes del Almendares. Le lanceur Agapito Mayor, désigné meilleur joueur du tournoi, signe trois victoires consécutives : une comme lanceur partant, les deux suivantes comme lanceur de relève. Autre lanceur d'Almendares, Eddie Wright réussit le premier blanchissage de l'histoire de la compétition.
Jusqu'au retrait de la compétition des clubs cubains en 1961, ces derniers dominent le palmarès avec sept succès de quatre clubs différents lors des douze premières éditions. La Série est suspendue pendant une décennie. 
Les formations de Porto Rico et de République dominicaine se disputent le plus souvent les titres depuis la reprise de l'épreuve en 1970. En 1981, la Série n'a pas lieu en raison d'une grève des joueurs vénézueliens. Le Mexique fait une percée avec 5 titres entre 2002 et 2014. À la reprise en 1970, Panama a disparu de la compétition ainsi que Cuba, mais ces derniers la réintègrent en 2014 et la remportent un an plus tard.
En 2025, pour la première fois de l'histoire du tournoi, une équipe japonaise est invitée.

## Palmarès
| Année     | Champion                                |
| 1949      | Almendares Cuba                         |
| 1950      | Carta Vieja Panama                      |
| 1951      | Cangrejeros de Santurce Porto Rico      |
| 1952      | La Havane Cuba                          |
| 1953      | Cangrejeros de Santurce Porto Rico      |
| 1954      | Criollos de Caguas Porto Rico           |
| 1955      | Cangrejeros de Santurce Porto Rico      |
| 1956      | Cienfuegos Cuba                         |
| 1957      | Marianao Cuba                           |
| 1958      | Marianao Cuba                           |
| 1959      | Almendares Cuba                         |
| 1960      | Cienfuegos Cuba                         |
| 1961-1969 | Compétition non disputée                |
| 1970      | Navegantes del Magallanes Venezuela     |
| 1971      | Tigres del Licey République dominicaine |
| 1972      | Leones de Ponce Porto Rico              |
| 1973      | Tigres del Licey République dominicaine |
| 1974      | Criollos de Caguas Porto Rico           |
| 1975      | Vaqueros de Bayamón Porto Rico          |
| 1976      | Naranjeros de Hermosillo Mexique        |
| 1977      | Tigres del Licey République dominicaine |
| 1978      | Indios de Mayagüez Porto Rico           |
| 1979      | Navegantes del Magallanes Venezuela     |
| 1980      | Tigres del Licey République dominicaine |
| 1981      | Compétition non disputée                |
| 1982      | Leones del Caracas Venezuela            |
| 1983      | Lobos de Arecibo Porto Rico             |
| 1984      | Águilas del Zulia Venezuela             |

| Année | Champion                                   |
| 1985  | Tigres del Licey République dominicaine    |
| 1986  | Águilas de Mexicali Mexique                |
| 1987  | Criollos de Caguas Porto Rico              |
| 1988  | Leones del Escogido République dominicaine |
| 1989  | Águilas del Zulia Venezuela                |
| 1990  | Leones del Escogido République dominicaine |
| 1991  | Tigres del Licey République dominicaine    |
| 1992  | Indios de Mayagüez Porto Rico              |
| 1993  | Cangrejeros de Santurce Porto Rico         |
| 1994  | Tigres del Licey République dominicaine    |
| 1995  | Senadores de San Juan Porto Rico           |
| 1996  | Tomateros de Culiacán Mexique              |
| 1997  | Águilas Cibaeñas République dominicaine    |
| 1998  | Águilas Cibaeñas République dominicaine    |
| 1999  | Tigres del Licey République dominicaine    |
| 2000  | Cangrejeros de Santurce Porto Rico         |
| 2001  | Águilas Cibaeñas République dominicaine    |
| 2002  | Tomateros de Culiacán Mexique              |
| 2003  | Águilas Cibaeñas République dominicaine    |
| 2004  | Tigres del Licey République dominicaine    |
| 2005  | Venados de Mazatlán Mexique                |
| 2006  | Leones del Caracas Venezuela               |
| 2007  | Águilas Cibaeñas République dominicaine    |
| 2008  | Tigres del Licey République dominicaine    |
| 2009  | Tigres de Aragua Venezuela                 |
| 2010  | Leones del Escogido République dominicaine |
| 2011  | Yaquis de Obregón Mexique                  |
| 2012  | Leones del Escogido République dominicaine |

| Année | Champion                                   |
| 2013  | Yaquis de Obregón Mexique                  |
| 2014  | Naranjeros de Hermosillo Mexique           |
| 2015  | Pinar del Río Cuba                         |
| 2016  | Venados de Mazatlán Mexique                |
| 2017  | Criollos de Caguas Porto Rico              |
| 2018  | Criollos de Caguas Porto Rico              |
| 2019  | Toros de Herrera Panama                    |
| 2020  | Toros del Este République dominicaine      |
| 2021  | Águilas Cibaeñas République dominicaine    |
| 2022  | Caimanes de Barranquilla Colombie          |
| 2023  | Tigres del Licey République dominicaine    |
| 2024  | Tiburones de La Guaira Venezuela           |
| 2025  | Leones del Escogido République dominicaine |

Bilan par nations :
- République dominicaine : 23 titres
- Porto Rico : 16 titres
- Mexique : 9 titres
- Cuba : 8 titres
- Venezuela : 8 titres
- Panama : 2 titre
- Colombie : 1 titre

Clubs les plus titrés :
- Tigres del Licey : 11 titres
- Águilas Cibaeñas : 6 titres
- Cangrejeros de Santurce : 5 titres
- Criollos de Caguas : 5 titres
- Leones del Escogido : 5 titres